# Gewehr vz. 24
Das Gewehr ZB vz. 24 (militärische Bezeichnung: tschechisch Puška vzor 24 ‚Gewehr Modell 24‘) wurde kurz nach dem Ersten Weltkrieg in der Tschechoslowakei entworfen und dort zwischen 1924 und 1942 hauptsächlich von der Zbrojovka Brno in Brünn produziert. Es stellt eine Abwandlung des Mauser-Systems 98 dar, ist jedoch keine exakte Kopie eines bestimmten Mauser-Modells. Vom Karabiner 98k unterscheidet es sich unter anderem durch den nicht gekröpften Kammerstängel.

## Entwicklungs- und Einsatzgeschichte
Die Fertigungsanlagen in Brünn stammten von Mauser und waren nach Kriegsende an die Tschechoslowakei verkauft worden. Da es dem Deutschen Reich nach 1919 nicht erlaubt war, Kriegswaffen zu fertigen oder zu exportieren, waren die Anlagen in Deutschland nutzlos. Auf Vermittlung eines italienischen Mitglieds der alliierten Waffenstillstandskommission konnten die gesamten Produktionsmaschinen veräußert werden. Das vz. 24 wurde zum Standardgewehr der tschechoslowakischen Streitkräfte und löste eine Vielzahl von Typen wie das Gewehr 98 oder das Mannlicher Modell 1895 ab. Mit der Okkupation durch deutsche Truppen im Jahr 1939 lief die Produktion unter deutscher Regie als Gewehr 24(t) weiter. Die gefertigten Gewehre wurden vor allem an die Waffen-SS abgegeben, aber im Zweiten Weltkrieg auch von der Wehrmacht eingesetzt. Bis 1942 waren nach Zahlen des Heereswaffenamts 330.000 Gewehre des Typs Gewehr 24(t) hergestellt worden. Ende  1942 wurde die Produktion von Repetiergewehren in Brünn im Zuge von Rationalisierungsanstrengungen unter dem Reichsminister für Bewaffnung und Munition Albert Speer vollständig auf den Karabiner 98k konzentriert.
Das vz. 24 wurde vor dem Zweiten Weltkrieg weithin exportiert, unter anderem nach Rumänien, Iran, China, Guatemala sowie in weitere südamerikanische Staaten. Nach dem Ende der Tschechoslowakei 1939 wurde das Gewehr von den Streitkräften der Slowakei als Standardgewehr beibehalten.